# 都田友次郎
都田 友次郎（みやこだ ゆうじろう、1872年4月14日(明治5年3月7日) - 1959年(昭和34年)4月15日）は、日本の牧師である。都田恒太郎の父である。
鳥取県境港市に生まれる。叔父の門永尚一とバークレー・バックストンの協力者竹田俊造によって信仰を持つ。1892年（明治25年）クリスマスに境港の竹の内教会でバックストンより洗礼を受ける。1887年（明治20年）に恒太郎が生まれる。1902年（明治35年）東京に行き、中田重冶らの聖書学院の修養生として学ぶ。同郷の人物に米田豊らがいる。
1904年（明治37年）アグネス・グレンの元で働き信州の岩村沢教会に着任する。1918年（大正7年）利根川沿岸潮来の開拓をする。晩年は境港に戻り聖公会に仕える。